# Richard Gombrich
Pour les articles homonymes, voir Gombrich.
Richard Francis Gombrich (/ˈɡɒmbrɪk/, né le 17 juillet 1937 à Londres) est un indologue et bouddhologue britannique, spécialiste du sanskrit, du pali, et de l'étude du bouddhisme. 
Il a été professeur titulaire de la chaire Boden de sanskrit (en) à l'université d'Oxford (Angleterre) de 1976 à 2004. Il est actuellement président-fondateur du Oxford Centre for Buddhist Studies. Il est ancien président de la Pali Text Society (1994-2002) et éditeur général émérite de la Bibliothèque Clay de sanskrit (« Clay Sanskrit Library »). Il est des meilleurs spécialistes de l'école Theravada, courant sur lequel il a publié de nombreux ouvrages.

## Biographie et carrière

### Jeunesse et formation
Richard Gombrich est le fils unique de la pianiste classique Ilse Gombrich et de l'historien de l'art austro-britannique Sir Ernst Gombrich. Il a étudié à la St Paul's School à Londres de 1950 à 1955, puis  au Magdalen College d'Oxford, en 1957. Il a reçu son Bachelor of Arts de l'université d'Oxford en 1961, puis un master de l'université Harvard en 1963. Il a obtenu son Doctorat en Philosophie à l'université d'Oxford en 1970, avec une thèse intitulée Bouddhisme cinghalais contemporain dans sa relation avec le canon pali.

### Premiers travaux
La première contribution majeure de Richard Gombrich dans le domaine des études bouddhiques a été une étude anthropologique du bouddhisme cinghalais contemporain, intitulée Préceptes bouddhiques et pratique : le bouddhisme traditionnel dans la région rurale des hauts plateaux de Ceylan (1971). Ce travail a mis en évidence la compatibilité entre le bouddhisme normatif préconisé dans les textes canoniques et les pratiques religieuses contemporaines des bouddhistes cinghalais. Les pratiques religieuses contemporaines cinghalaises comprennent souvent des éléments tels que la sorcellerie et de l'adoration des yakshas et les dieux hindous; jusque là, les chercheurs avaient jugé ces pratiques contradictoires, ou les avait vues comme des corruptions du bouddhisme orthodoxe du Canon pali. 
Dans Préceptes et pratique, Richard Gombrich soutient que, loin d'être la marque de corruptions ultérieures du bouddhisme Theravada, ces pratiques peuvent être identifiées dès les premiers temps de l'histoire du bouddhisme. En outre, puisque le culte des divinités et les rituels impliquant la sorcellerie ne sont jamais explicitement interdits aux laïcs dans le Canon pali, Richard Gombrich réfute le fait de considérer de telles pratiques comme contraires au bouddhisme orthodoxe. Dans le même ouvrage, Richard Gombrich expose sa distinction entre un bouddhisme au niveau cognitif et un bouddhisme au niveau affectif. Au niveau cognitif, les bouddhistes cinghalais vont déclarer croire en des doctrines normatives comme anatta, tandis que, dans le même temps, leurs actions indiquent leur acceptation affective supposée, par exemple, de la transmigration des âmes. La notion proposée par Richard Gombrich d'une division cognitif/affectif dans le bouddhisme cinghalais a, depuis, fait l'objet de critiques, la plus célèbre étant peut-être celle de Stanley Tambiah, qui l'a jugée simpliste et insupportable.

### Principales contributions et concepts
Les travaux de Richard Gombrich ont fait de lui un des meilleurs spécialistes du bouddhisme Theravada au xxe siècle. Ses recherches récentes ont porté davantage sur les origines du bouddhisme. 
Richard Gombrich souligne l'importance de relier les textes et les pratiques bouddhiques aux autres religions de l'Inde. Plutôt que d'étudier le bouddhisme, le jaïnisme et le védisme séparément, il préconise une méthode comparative, qui a permis d'éclairer à la fois la pensée bouddhique et les débuts de l'histoire du bouddhisme. Il a pris une part active au débat toujours en cours sur la date de la mort de Bouddha, et soutient que les données figurant dans les textes pali composés au Sri Lanka permettent de dater cet événement aux environs de l'an 404 avant J.C.
Pendant ses études de premier cycle, Richard Gombrich a participé à la correction du recueil d'écrits de Karl Popper intitulé Conjectures et réfutations. Depuis, il a suivi cette méthode dans son travail de recherche, recherchant la meilleure hypothèse disponible, puis essayant de la tester à l'aide des données disponibles. Il s'oppose ainsi à la fois au scepticisme facile et à la quête d'une méthode qui ne peut en aucune façon remplacer le simple besoin d'une pensée critique.
Il a été éditeur général de la Bibliothèque de sanskrit Clay depuis sa fondation jusqu'en février 2008.

## Personnalité et influence
Richard Gombrich a enseigné à Oxford pendant plus de quarante ans, et continue à enseigner alors qu'il est à la retraite. Il a supervisé environ cinquante thèses de doctorat, la plupart en études bouddhiques, et a enseigné une large gamme de sujets relevant de l'indologie. Il compte parmi ses élèves plusieurs moines bouddhistes.
Il a contribué à ce que la Fondation Numata finance une chaire d'Études bouddhiques à l'université d'Oxford. À sa retraite, en 2004, il a fondé le Centre d'Oxford pour les études bouddhiques (« Oxford Centre for Buddhist Studies ») et, avec Geoff Bamford, la Société pour la Compréhension plus Large de la Tradition Bouddhiste (« Society for the Wider Understanding of the Buddhist Tradition »).
Il a des vues très arrêtées sur l'enseignement supérieur. En 2000, à l'invitation de l'Institut d'Études Politiques de l'Université de Tokyo, il a donné une conférence intitulée « La politique britannique de l'enseignement supérieur au cours des vingt dernières années : le meurtre d'une profession » et en 2008, il a participé au « Rassemblement des professions impossibles: au-delà des fausses promesses de sécurité », organisé par la Société londonienne de la Nouvelle École Lacanienne de psychanalyse.

## Distinctions
- En 1993 la Société asiatique de Calcutta lui décerne la SC Chakraborty medal.
- En 1994 il a reçu la décoration Sri Lanka Ranajana (en) du président du Sri Lanka.

## Publications

### Traduites en français
- Heinz Bechert et Richard Gombrich (Dir.) (trad. de l'anglais par Hervé Denès et Jacqueline Huet, préf. de Jeannine Auboyer), Le monde du bouddhisme [« The World of Buddhism [1984] »], Paris, Bordas, 1984, 292 p. (ISBN 2-040-15360-8)
- La pensée du Bouddha [« What the Buddha thought [2009] »], Paris, Sully, 2017, 325 p. (ISBN 978-2-354-32306-6)

### Principales publications en anglais
- Precept and Practice : Traditional Buddhism in the Rural Highlands of Ceylon, Oxford , Clarendon Press, 1971; Revised Edition, Delhi, Motilal Banarsidass, 1991.
- Teach yourself Sanskrit: an introduction to the classical language, (Révision du livre de Michael Coulson) Londres , Teach Yourself Books, 1976 (Plusieurs rééditions). [lire en ligne (page consultée le 27 mars 2025)]
- The Perfect Generosity of Prince Vessantara (With Margaret Cone), Oxford, Clarendon Press, 1977.
- On Being Sanskritic : a Plea for Civilized Study and the Study of civilization, Oxford, Clarendon Press, 1978.
- Heinz Bechert (de) and Richard Gombrich (Eds.) The world of Buddhism: Buddhist Monks and Nuns in Society and Culture, Londres, Thames & Hudson, 1984. Paperback éd. 1991.
- Gombrich, Richard et Gananath Obeyesekere. Buddhism Transformed : Religious Change in Sri Lanka, Princeton (N-J), Princeton University Press, 1988. Paperback ed. 1990.
- How Buddhism Began : the Conditioned Genesis of the Early Teachings, Londres, The Athlone Press, 1996; 2nd Ed., New York, Routledge, 2006.
- Theravāda Buddhism : a Social History from Ancient Benares to Modern Colombo, 2e éd. révisée, Londres : Routledge, 2006.
- What the Buddha Thought, 2nd Revised Edition,  Equinox Publishing, 2009.